# ستيفان هيرش
ستيفان هيرش (بالإنجليزية: Stefan Hirsch)‏ هو رسام أمريكي، ولد في 2 يناير 1899 في نورنبرغ في ألمانيا، وتوفي في 28 سبتمبر 1964.